# K.O.S.S.
Albums de Lord Kossity
Danger Zone
(2006) K.O.S.S. 02
(2010)
K.O.S.S. est le huitième album du musicien français Lord Kossity, sorti en 2008 sur son propre label Lord Ko Publishing.

## Liste des titres
| No  | Titre                      | Durée |
| --- | -------------------------- | ----- |
| 1.  | Encore plus de cash        | 4:03  |
| 2.  | Bête de Brolik             | 3:24  |
| 3.  | Le respect ne s'achète pas | 4:16  |
| 4.  | Viens avec moi             | 3:29  |
| 5.  | Le Sommet                  | 3:35  |
| 6.  | Envoie les dubs            | 3:23  |
| 7.  | Face à la réalité          | 3:39  |
| 8.  | Fais-moi signe             | 4:32  |
| 9.  | Hello My Money             | 3:29  |
| 10. | C'est dingue               | 3:58  |
| 11. | Kingston Trip              | 3:52  |
| 12. | Ola guapa                  | 4:04  |
| 13. | Roule avec moi             | 3:28  |
| 14. | Mon son est gangsta        | 3:23  |
| 15. | Goso                       | 3:27  |